# 6636 Kintanar
6636 Kintanar este un asteroid din centura principală, descoperit pe 11 septembrie 1988, de Vladimir Șkodrov.